# Anne-Sophie Mondière

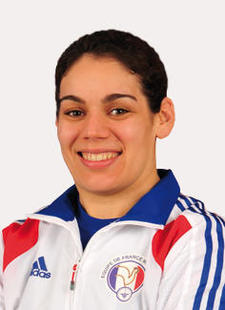
Anne-Sophie Mondière, 2012

Anne-Sophie Mondière (* 1. Februar 1979 in Roanne) ist eine ehemalige französische Judoka. Sie war fünfmal Europameisterin und gewann drei Bronzemedaillen bei Weltmeisterschaften.

## Sportliche Karriere
Mondière war 1997 Dritte der Junioreneuropameisterschaften im Schwergewicht über 72 Kilogramm. Die 1,74 m große Athletin startete 1998 und 1999 im Halbschwergewicht bis 78 Kilogramm und war hier 1998 noch einmal Dritte der Junioreneuropameisterschaften. 2000 wechselte sie ins Schwergewicht, die Gewichtsklasse über 78 Kilogramm. 2000 war sie Dritte bei den Weltmeisterschaften der Studierenden.
2001 gewann sie ihren ersten französischen Meistertitel, weitere folgten 2002 sowie von 2005 bis 2007. Bei den in Paris ausgetragenen Europameisterschaften 2001 erreichte sie in der offenen Klasse das Finale und erhielt hinter der Deutschen Sandra Köppen die Silbermedaille. Ebenfalls in der offenen Klasse gewann sie bei der Universiade in Peking eine Bronzemedaille. Im Jahr darauf erreichte sie bei den Europameisterschaften in Maribor das Finale im Schwergewicht und unterlag erneut Sandra Köppen. Ende 2002 gewann sie ein weiteres Mal Bronze bei den Weltmeisterschaften der Studierenden. Bei den Europameisterschaften 2003 unterlag sie erneut gegen Sandra Köppen, diesmal im Kampf um eine Bronzemedaille. 2004 gewann sie in der offenen Klasse ihren ersten Europameistertitel.
Bei den Europameisterschaften 2005 belegte Anne-Sophie Mondière wie 2003 den fünften Platz im Schwergewicht. Bei den Weltmeisterschaften in Kairo unterlag sie im Halbfinale des Schwergewichts der Britin Karina Bryant, siegte aber im Kampf um Bronze gegen die Niederländerin Carola Uilenhoed. Drei Tage später verlor sie auch im Halbfinale der offenen Klasse gegen Bryant, durch einen Sieg über die Slowenin Lucija Polavder gewann sie ihre zweite Bronzemedaille. Ende 2005 bezwang sie im Finale der Europameisterschaften in der offenen Klasse in Moskau die Russin Tea Dongusaschwili. 2006 siegte Mondière erstmals beim Super-Weltcup-Turnier in Paris. Bei den Europameisterschaften 2006 in Tampere gewann sie im Schwergewichtsfinale gegen Carola Uilenhoed, nachdem sie zuvor im Viertelfinale Karina Bryant und im Halbfinale Tea Dongusaschwili bezwungen hatte. Im September 2006 gewann die französische Frauen-Equipe die Mannschaftsweltmeisterschaft. 2007 siegte Mondière bei den Europameisterschaften in Belgrad erneut im Finale gegen Carola Uilenhoed. Bei den Weltmeisterschaften 2007 in Rio de Janeiro besiegte sie im Viertelfinale des Schwergewichts Carola Uilenhoed. Im Halbfinale unterlag sie der Chinesin Tong Wen und im Kampf um Bronze verlor sie gegen Sandra Köppen. Drei Tage später unterlag sie im Halbfinale der offenen Klasse Lucija Polavder, durch einen Sieg über die Kubanerin Idalys Ortíz sicherte sich die Französin eine Bronzemedaille.
Im April 2008 wurden in Lissabon die Europameisterschaften ausgetragen. Nach ihrem Halbfinalsieg über Lucija Polavder gewann Mondière das Finale gegen Tea Dongusaschwili und war damit zum dritten Mal in Folge Europameisterin im Schwergewicht. Bei den Olympischen Spielen 2008 in Peking unterlag sie bereits im Achtelfinale der Japanerin Maki Tsukada und belegte letztlich den siebten Platz. 2009 und 2010 war Anne-Sophie Mondière jeweils Zweite der französischen Meisterschaften hinter Eva Bisseni. Bei den Europameisterschaften 2011 in Istanbul gewann sie noch einmal eine internationale Medaille, als sie erst im Finale der Russin Jelena Iwaschtschenko unterlag. Tags darauf gewannen die Französinnen den Mannschaftstitel. Im Juli 2011 siegte Mondière bei den Militärweltmeisterschaften. Bei den französischen Meisterschaften 2011 unterlag sie im Finale Émilie Andéol. Nachdem Mondière bei den Europameisterschaften 2012 den fünften Platz in der Einzelwertung und Silber im Mannschaftswettbewerb gewonnen hatte, wurde sie auch für die Olympischen Spiele 2012 in London nominiert. Dort schied sie allerdings in ihrem ersten Kampf gegen die Brasilianerin Maria Suelen Altheman aus.